# カールスバード
カールスバードは、チェコのボヘミア地方・カルロヴィ・ヴァリ地域から生まれた磁器ブランドである。
この地域は良質な磁土を持っており、多くの会社が合併、買収、倒産を繰り返していた。その中でも、ドゥビー社が会社設立から21年後の1885年に、ボヘミア地方で初めて、カールスバード・ブルーオニオンを製造した。その後、幾つもの会社からカールスバードブランドやブルーオニオンシリーズが造られて現在に至る。
しかし、ドゥビー社のブルーオニオンはボヘミア最古として、世界3大ブルーオニオンの一つに数えられ、多くの名声を築くこととなる。

## 代表作
- ブルーオニオン